# Julián Marchioni
Julián Marchioni (La Plata, 11 maart 1993) is een Argentijns voetballer die onder contract staat bij Club Estudiantes de La Plata. In augustus 2018 werd hij voor een seizoen verhuurd aan FC Den Bosch.

## Clubcarrière
Julián Marchioni kwam in de jeugd uit voor Club Estudiantes de La Plata. In 2014 maakte hij ook zijn debuut voor deze club. In 2017 werd hij verhuurd aan Club Atlético Patronato. Vanaf augustus 2018 wordt de middenvelder verhuurd aan FC Den Bosch. Aldaar maakte Marchioni zijn debuut op 24 augustus 2018 in de thuiswedstrijd tegen RKC Waalwijk, die door FC Den Bosch met 2-3 verloren werd. Hierin speelde hij 84 minuten.